# روش تحلیل پرتال
روش تحلیل تقریبی پرتال، جهت برآورد نیروهای داخلی یک قاب تحت اثر نیروهای جانبی مورد استفاده قرار می‌گیرد. این روش برای اولین بار توسط آلبرت اسمیت در مجله انجمن مهندسان جامعه غرب در آوریل ۱۹۱۵ مطرح گردید. برای برآورد نیروها تحت اثر بارهای ثقلی از روش‌هایی چون روش تقریبی یک دهم دهانه استفاده می‌شود؛ بنابراین روش پرتال صرفاً برای بارهای جانبی وارد بر سازه است. تحلیل قاب‌های چند دهانه چند طبقه به دلیل نا معینی بالا، امری سخت و زمانبر است که با فرضیات روش‌های تقریبی به سادگی قابل انجام است.
در روش پرتال سه فرض اصلی در نظر گرفته می‌شود:
1. نیروی برشی به نسبت مشخصی بین ستون‌های آن طبقه تقسیم می‌شود. بعضاً این نسبت به صورت دو سهم به ستون میانی و یک سهم به ستون کناری در نظر گرفته می‌شود اما دقیقتر آن است که نیروی برشی را به نسبت سهم دهانه هر ستون تقسیم نمود. در صورتی که دهانه قاب‌ها با یکدیگر مساوی باشند، دو روش یکسان خواهند بود.
2. یک نقطه عطف در میانه ستون‌ها قرار دارد.
3. یک نقطه عطف در میانه تیرها قرار دارد.

فرض ۲ و ۳ در حقیقت با مشاهده شکل تغییر شکل یافته قاب تحت اثر بارهای جانبی شکل گرفته‌است.
سعی بر آن است که محلی که در آن ممان صفر است قبلاً پیش‌بینی شده و با فرض مفصلی بودن این نقاط سیستم به یک سیستم معین تبدیل گردد. هر اندازه محل مفصل پیش‌بینی شده دقیق تر باشد نتایج به واقعیت نزدیک تر خواهد بود.

## مراحل انجام روش پرتال
1. محاسبه نیروی جانبی باد یا زلزله.
2. نیروی برشی هر طبقه به نسبت دهانه بین ستون‌ها تقسیم شده و در وسط ستون مشخص می‌شود.
3. از ضرب نیروی برشی در نصف ارتفاع ستون، لنگر ستون محاسبه می‌شود. چون نقطه عطف ستون در وسط آن قرار دارد لنگرهای بالا و پایین ستون با هم برابرند.
4. در هر گره مجموع لنگر ستون‌ها باید برابر با مجموع لنگر تیرها باشد، با شروع از آخرین طبقه از سمت چپ (سمت نیروهای مؤثر) و حرکت از بالا به پایین لنگرهای انتهایی تیرها محاسبه می‌شوند.
5. نیروی برشی تیرها از تقسیم لنگر تیر بر نصف دهانه محاسبه می‌شود.
6. با توجه به نیروی برشی تیرها نیروی محوری ستون‌ها محاسبه می‌شود. نیروی محوری ستون‌های کناری از لحاظ عددی مساوی نیروی برشی تیر متصل به آن است که البته باید نیروی محوری ستون فوقانی را به آن افزود. نیروی محوری ستون‌های میانی مساوی تفاضل نیروی برشی تیر سمت چپ و راست متصل به آن است که باید به نتیجه حاصل، نیروی محوری ستون فوقانی را افزود. در صورتی که دهانه‌های قاب با یکدیگر مساوی باشد، یا نیروی برشی ستون به نسبت دهانه‌ها توزیع شده باشد، نیروی محوری ستون میانی صفر خواهد بود.
7. نیروی محوری تیرها غالباً در طراحی مهم نمی‌باشد. لیکن با روابط ایستایی قابل محاسبه می‌باشد.